# Théâtre-Français (Rouen)
Pour les articles homonymes, voir Théâtre-Français (homonymie).
Le Théâtre-Français est une salle de spectacle construite en 1792 place du Vieux-Marché à Rouen et détruite en 1944. Pendant un siècle et demi, il a été l'établissement rouennais spécialisé dans les spectacles d'opérette et les revues. Il a également été appelé théâtre de la République et Gymnase rouennais.

## Histoire
Le Théâtre-Français est construit en 1792 sur l'emplacement de l'ancien jeu de paume de la Poissonnerie par le directeur Ribié.
Après son ouverture, il est vite rebaptisé théâtre de la République. En 1838, il devient un court moment le Gymnase rouennais, mais retrouve au bout de six mois son nom d'origine.
De 1906 à 1933, il est dirigé par Louis Stréliski, puis par Pierre Dorly à partir de 1933. 
En 1940, il est réquisitionné par la Propaganda Staffel qui le transforme en théâtre militaire (Soldatentheater). Il reçoit notamment le violoniste Jacques Thibaud, la pianiste Monique de la Bruchollerie et l'actrice Cécile Sorel qui échappe de peu aux bombardements du 19 avril 1944 qui détruisent définitivement l'édifice.